# Пфайфенбергер, Хаймо
Хаймо Пфайфенбергер (нем. Heimo Pfeifenberger; род. 29 декабря 1966, Цедерхаус, Австрия) — австрийский футболист и футбольный тренер.

## Карьера

### Клубная
Воспитанник футбольной школы клуба «Цедерхаус» из одноимённой коммуны. Профессиональную карьеру начал в 1987 году в зальцбургской «Аустрии», в 1988 году перешёл в венский «Рапид», за который сыграл 107 матчей и забил 42 мяча. В 1992 году вернулся в «Аустрию», в составе которой провёл 122 матча, забил 58 мячей, дважды стал чемпионом Австрии, дважды выиграл Суперкубок Австрии и дошёл с клубом до финала Кубка УЕФА в 1994 году, в том же году был признан футболистом года в Австрии. В 1996 году переехал в Германию, где выступал за бременский «Вердер», сыграв 43 матча и забив 5 мячей. В 1998 году снова вернулся в «Аустрию», за которую выступал вплоть до завершения профессиональной карьеры игрока в 2004 году, сыграв за это время 106 матчей, забив 17 мячей и став в составе команды финалистом Кубка Австрии в 2000 году.

### В сборной
В составе главной национальной сборной Австрии играл с 1989 по 1998 год, проведя за это время 40 матчей и забив 9 мячей. Участник чемпионата мира 1990 года и чемпионата мира 1998 года.

### Тренерская
После завершения карьеры игрока перешёл на тренерскую работу, с 2005 года работал тренером молодёжного состава клуба «Ред Булл». С 2007 по 2008 год работал главным тренером в клубе «Грёдиг», выступающем в австрийской первой лиге. С 2009 по 2010 год входил в штаб молодёжной сборной Австрии (до 21 года). В 2010 году после непродолжительной работы в любительском клубе вновь возглавил «Грёдиг».

## Достижения

### Командные
Чемпион Австрии: (2)
- 1993/94, 1994/95

Обладатель Суперкубка Австрии: (2)
- 1994, 1995

Финалист Кубка Австрии: (1)
- 1999/2000

Финалист Кубка УЕФА: (1)
- 1993/94

### Личные
Футболист года в Австрии: (1)
- 1994